# 치비

치비 스타일로 그려진 캐릭터의 예

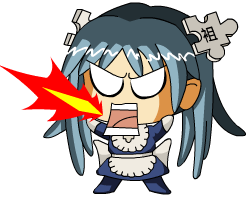
치비 형태로 그려진 성난 위키페탄의 모습.

치비(ちび, チビ, 꼬마)는 단신의 사람이나 꼬마를 의미하는 일본의 속어이다. 이 말의 뜻은 작은 누군가나 어떤 동물을 의미하는 것이다. 꼬마라고 번역할 수 있지만, '치이사나'(小さな, 나이가 어리고 조그마하고 유아적)보다는 귀여운 의미를 가진다. 서구권의 팬들에게 소개된 용어가 들어온 원래 일본어에서의 이전 쓰임의 예는 '치비수아', 즉 '치비 우사기'(작은 토끼)로부터 형성된 세일러 문의 아주 작은 딸에 대한 애완동물 이름이었다.
영어 화자의 오타쿠에서, 용어 '치비'는 머리가 아주 큰 캐릭터의 매우 변형된 형태로써 변형되어 왔다. 또는 이 용어는 꼬마 버전의 캐릭터를 묘사하는 데에 사용될 수 있다.
치비 스타일은 주로 매우 귀엽거나 유머스러운 장면을 그리는데 사용되지만, 애니메이션 시리즈 전체에서 사용되는 경우는 매우 드물다. 하지만, 만화에서는 꽤 유명하다.

## 같이 보기
- 카와이
- 모에